# قلمرو داود: حماسه بنی‌اسرائیل
قلمرو داود: حماسه بنی‌اسرائیل (انگلیسی: Kingdom of David: The Saga of the Israelites) یک فیلم مستند تاریخی و از تولیدات پی‌بی‌اس است که در سال ۲۰۰۳ منتشر شد.

## روایت‌کنندگان
- اف. موری آبراهام
- رِنِـی اوبرژنوا
- کیث دیوید
- جرمی آیرونز
- درک جاکوبی